# Рогатий бастіон
«Рогатий бастіон» (рос. «Рогатый бастион») —  радянський художній фільм 1964 року режисера Петра Василевського, екранізація п'єси білоруського драматурга Андрія Макайонка «Лявониха на орбіті».

## Сюжет
Колгоспник Лявон Чмих особисте господарство воліє громадському. Для улюбленої корови Красулі він намагається вкрасти сіно з колгоспної скирти, відмовляється дати згоду на весілля своєї дочки Соні з зоотехніком Мишою, тому що молоді збираються жити в новому облаштованому будинку без присадибної ділянки, а він сподівався, що в особі зятя придбає нового працівника в своє велике господарство. Стурбований чутками про те, що присадибні ділянки будуть обрізати, він скаржиться в обком...

## У ролях
- Павло Кормунін
- Ольга Хорькова
- Олексій Грибов
- Сергій Блинников
- Володимир Ратомський
- Петро Константинов
- Анна Обручева
- Володимир Ферапонтов
- Роман Філіппов
- Маргарита Криницина

## Творча група
- Сценарій: Андрій Макайонок
- Режисер: Петро Василевський
- Оператор: Володимир Окуліч
- Композитор: Михайло Марутаєв